# Metopiellus
Metopiellus is een geslacht van kevers uit de familie van de kortschildkevers (Staphylinidae). De wetenschappelijke naam van het geslacht werd voor het eerst geldig gepubliceerd in 1908 door Raffray.

## Soorten
- Metopiellus aglenus (Reitter, 1895)
  - = Metopias aglenus Reitter, 1885
- Metopiellus guanano (Fiorentino, Tocora & Ramirez, 2022)
- Metopiellus hirtus (Reitter, 1895)
  - = Metopias hirtus Reitter, 1885
- Metopiellus painensis Asenjo, Ferreira & Zampaulo, 2017
- Metopiellus silvaticus Bruch, 1933[2]